# ポルトアレグレ (サントメ・プリンシペ)
ポルトアレグレ(ポルトガル語: Porto Alegre、「陽気な港」の意)は、サントメ・プリンシペ共和国・サントメ州カウエ県の村。人口は795人（2012年国勢調査）。

## 概要
ポルトアレグレ村は、サントメ島南端に位置し、海岸線を持つ。サントメ州カウエ県に属する。ポルトアレグレ村内には学校、キリスト教の教会堂、広場が備えられている。村のサントメ・プリンシペ国内での経済的地位は低い地域にあたる。郊外にポルトアレグレ空港を持つ。ロラス島へのボートもここから出ている。2007年にポルトアレグレと首都サントメとの間の道路が隣国赤道ギニアの協力によって修復されている。北緯0度7分、東経6度38分に位置する。標高0m。